# Градинари (Јаши)
Градинари (рум. Grădinari) насеље је у Румунији у округу Јаши у општини Голајешти. Oпштина се налази на надморској висини од 39 m.

## Становништво
Према подацима из 2002. године у насељу је живело 346 становника, од којих су сви румунске националности.